# Opel 34/65 PS
Der Opel 34/65 PS war ein PKW der Oberklasse, den die Adam Opel KG von 1910 bis 1913 als Nachfolger des Modells 35/60 PS baute.

## Geschichte und Technik
Der 34/65 PS war nun nicht mehr das stärkste Modell in der damaligen Opel-Modellpalette; obwohl sein Motor 5 PS mehr leistete. Ihm zur Seite gestellt wurde im Jahr seines Erscheinens der stärkere 28/70 PS. Im Wesentlichen war nur der Kolbendurchmesser des Motors um 10 mm gegenüber dem Vorgängermodell verkleinert worden und der Kolbenhub dafür um 20 mm vergrößert. Daraus resultierte eine um 5 PS höhere Leistung. Der Radstand des einzig verfügbaren Fahrgestells wurde um 330 mm verlängert.
Der 34/65 PS hatte also einen seitengesteuerten Vierzylinder-Blockmotor mit T-Kopf und 8760 cm³ Hubraum (Bohrung × Hub = 130 × 165 mm), der 65 PS (48 kW) bei 1600/min leistete. Der Motor war wassergekühlt; für den Kühlwasserumlauf sorgte eine Zentrifugalpumpe. Die Motorleistung wurde über eine Metallkonuskupplung, ein manuelles Vierganggetriebe und eine Kardanwelle an die Hinterachse weitergeleitet. Die Höchstgeschwindigkeit wird mit 90 km/h angegeben.
Der Stahlblech-U-Profilrahmen war nun mit dem Radstand 3570 mm erhältlich. An ihm waren die beiden Starrachsen an halbelliptischen Längsblattfedern aufgehängt. Die Betriebsbremse war eine Innenbackenbremse, die auf die Ausgangswelle des Getriebes wirkte. Die Handbremse war  als Trommelbremse an den Hinterrädern ausgeführt.
Wie der Vorgänger war der Wagen als viersitziger Doppelphaeton, als viertürige Pullman-Limousine oder als ebensolches Landaulet erhältlich. Die Wagen waren allerdings – obwohl leistungsfähiger und größer als die Vorgänger – wesentlich billiger geworden. Die billigste Variante (Doppelphaeton) kostete nur noch 15.000 RM.
Im Jahr 1907 wurde der Opel-Werksfahrer Carl Jörns mit einem modifizierten 34/65 PS beim Kaiserpreis-Rennen im Taunus Dritter hinter Felice Nazzaro (Fiat) und Lucien Hautvast (Pipe). Dieser Erfolg brachte Opel als Hersteller des bestplatzierten deutschen Fahrzeugs den Titel kaiserlicher Hoflieferant für Automobile ein.
Die Fertigung des 34/65 PS wurde 1913 eingestellt. Nachfolger wurde im Folgejahr der deutlich stärkere 34/80 PS.